# Нижняя Тыхта
Нижняя Тыхта — река в России, протекает по Прокопьевскому району Кемеровской области.
Устье реки находится в 38 км по левому берегу реки Ускат. Длина реки составляет 35 км. Приток — Челя.

## Данные водного реестра
По данным государственного водного реестра России относится к Верхнеобскому бассейновому округу, водохозяйственный участок реки — Томь от города Новокузнецк до города Кемерово, речной подбассейн реки — Томь. Речной бассейн реки — (Верхняя) Обь до впадения Иртыша.